# Dorypetalum bulgaricum
Dorypetalum bulgaricum är en mångfotingart som beskrevs av Pius Strasser 1966. Dorypetalum bulgaricum ingår i släktet Dorypetalum och familjen Dorypetalidae. Inga underarter finns listade i Catalogue of Life.